# Anthony S. Abbott
Anthony "Tony" S. Abbott (San Francisco, 7 de enero de 1935 - 3 de octubre de 2020) fue un escritor y profesor universitario estadounidense. Enseñó en Davidson College durante más de 41 años. Fue nominado para un Premio Pulitzer y recibió el Premio de Literatura de Carolina del Norte en 2015, el premio más alto otorgado a un civil por el estado de Carolina del Norte. En noviembre de 2018, la ciudad de Davison, Carolina del Norte, le otorgó el Premio al Servicio Comunitario G. Jackson Burney. En 2020, fue incluido en el Salón de la Fama Literario de Carolina del Norte.

## Primeros años
Abbott nació el 7 de enero de 1935 en San Francisco, California. Se graduó de la Universidad de Princeton en 1957 y obtuvo una maestría (1960) y un doctorado (1962) en la Universidad de Harvard.

## Carrera profesional
Enseñó en Bates College de 1961 a 1964. En 1964, comenzó a enseñar inglés en Davidson College y finalmente se convirtió en profesor emérito de inglés. El Davidson College lo reconoció con el premio Thomas Jefferson en 1969 y el premio Hunter-Hamilton Love of Teaching en 1997.
Es autor de dos novelas y seis libros de poesía. El libro de poesía The Girl in the Yellow Raincoat recibió una nominación al Premio Pulitzer. Recibió los premios Sam Ragan en 1996 y el premio Brockman-Campbell de la Sociedad de Poesía de Carolina del Norte en 2012. Se desempeñó como presidente de la Red de escritores de Carolina del Norte y como presidente de la Conferencia de escritores de Carolina del Norte.